# Écoles supérieures des arts Saint-Luc
Pour les articles homonymes, voir Saint-Luc.
Les Écoles supérieures des arts Saint-Luc sont une série d'établissements d’enseignement supérieur artistique, fondés à partir de 1863 surtout en Belgique. On y enseigne notamment bande dessinée, graphisme, illustration, architecture, publicité, photographie, peinture, sculpture. 

## Description
Les Écoles supérieures des arts Saint-Luc furent créées par la Congrégation des Frères des Écoles chrétiennes et le baron de Béthune dans neuf villes en Belgique, mais aussi en France, au Congo belge et au Rwanda. Certaines entités sont désormais des écoles supérieures des arts (en Fédération Wallonie-Bruxelles), des sections techniques de hautes écoles, des facultés intégrées à des universités, ou encore des écoles secondaires.
En Fédération Wallonie-Bruxelles, les héritiers notables de ces écoles sont les trois Écoles supérieures des Arts Saint-Luc à Bruxelles, Liège et Tournai, ainsi que l'Institut des hautes études des communications sociales (IHECS).
Côté néerlandophone, les hautes écoles artistiques de Gand et de Bruxelles (Schaerbeek) ont créé la LUCA School of Arts, témoignant à la fois de la dénomination historique (Sint-Lucas) ainsi que du rapprochement avec la KU Leuven (LUCA étant l'acronyme de Leuven University College of Arts). L'institut d'Anvers est devenu la Sint Lucas School of Arts Antwerp, membre de la Katholieke Hogeschool Karel de Grote.
Jusqu'en 2009, l'on enseignait également l'architecture au sein des autonomes Instituts supérieurs d'architecture (ISA) Saint-Luc à Liège, Tournai (formant l'Institut supérieur d'architecture Saint-Luc de Wallonie) et à Bruxelles (Saint-Gilles). À la suite de l'universitarisation de ces formations, l'ISA de Liège a fondé la faculté d'architecture de l'université de Liège, et ceux de Tournai et de Bruxelles ont rejoint la Faculté d'architecture, d'ingénierie architecturale et d'urbanisme (LOCI) de l'université de Louvain.
Parallèlement à l'UCLouvain, les écoles d'architecture néerlandophones de Schaerbeek (initialement bilingue, puis scindée dont la partie francophone s'est implantée à Saint-Gilles dans les années 1970) et de Gand ont rejoint la faculté d'architecture de la KU Leuven.

## Établissements

### Gand
Le premier institut Saint-Luc a vu le jour à Gand en 1863, fondé par Joseph de Hemptinne et le baron de Béthune, ainsi que des membres de la Société de Saint-Vincent-de-Paul, dans le but d'offrir un enseignement alternatif aux académies publiques. L'enseignement de l'école sera influencée par les théories architecturales et décoratives de Viollet le Duc avec qui Bethune correspondait. Initialement francophone, toutes les formations sont organisées en néerlandais depuis le début du XXe siècle. Dès 1995, l'enseignement supérieur est intégré à la Hogeschool voor Wetenshap en Kunst qui fondera la LUCA School of Arts.
Il en reste aujourd'hui :
- Le campus Sint-Lucas Gent, qui abrite le département d'art contemporain Sint-Lucas Beeldende Kunst de la LUCA School of Arts, offrant des bacheliers techniques et artistiques.
- Le campus Sint-Lucas Gent de la faculté d'architecture de la Katholieke Universiteit te Leuven, confondu avec le campus de la LUCA School of Arts.
- La Sint-Lucas Academie, école de promotion sociale.
- L'école secondaire artistique Saint-Luc (Kunsthumaniora Sint-Lucas), qui relève de l'enseignement secondaire confessionnel subventionné par la Communauté flamande de Belgique.

### Bruxelles

#### Molenbeek-Saint-Jean
La première école bruxelloise était établie dans la commune de Molenbeek-Saint-Jean en 1882 sous le nom d'Institut Jean Béthune, par les membres de l'Institut des Frères des écoles chrétiennes, transférée à Schaerbeek en 1887.
Une seconde école Saint-Luc est fondée à Molenbeek en 1898, et fermée en 1939.

#### Schaerbeek
L'institut déménage de Molenbeek vers Schaerbeek en 1887, et s'installe sur la rue des Palais. Progressivement, l'enseignement en français s'éteint au profit des instituts établis à Saint-Gilles à partir de 1904.
L'École Saint-Luc Institut Supérieur d'Architecture est fondée à Schaerbeek en 1938, en tant qu'association sans but lucratif et donc en complément à l'enseignement artistique donné au sein de l'Institut Saint-Luc. Bilingue jusqu'aux années 1960, à la suite des crises linguistiques, l'institut d'architecture se scinde en deux et la section francophone à Ixelles, près de l'école secondaire et l'école d'art de Saint-Gilles. L'école demeurant à Schaerbeek devient alors pleinement néerlandophone alors que l'enseignement francophone s'est établi au Sud de Bruxelles.
La faculteit architectuur de la KU Leuven possède toujours une implantation à Schaerbeek, le campus Sint-Lucas Brussel. Similairement à Gand, l'institut Saint-Luc de Schaerbeek se joint en 1995 à la haute école Hogeschool voor Wetenshap en Kunst qui s'intègrera à la LUCA School of Arts. L'école secondaire est également présente sous le nom de Kunsthumaniora Sint-Lukas.

#### Ixelles
En quittant Schaerbeek, l'institut d'architecture francophone établit son siège au no 70 de la rue Defacqz, à Ixelles, près de l'avenue Louise, dans une simple maison. En réalité, il s'agit d'une vaste implantation délaissée par l'Institut Meurice, cachée derrière les quartiers d'habitation et à cheval sur Ixelles et Saint-Gilles. Des enseignements se donnent alors également dans le bâtiment de la rue d'Irlande, siège central des instituts Saint-Luc de Bruxelles. Dès 1986, le pouvoir organisateur est à nouveau centralisé, et transmis au comité organisateur des Instituts Saint-Luc à Saint-Gilles.

#### Saint-Gilles
Parallèlement à l'institut schaerbeekois, se crée un pôle Saint-Luc dans la commune de Saint-Gilles dès 1904, avec un institut d'enseignement supérieur et une école secondaire. L'école d'architecture francophone, déménagée à Ixelles, est également transféré vers les Instituts de Saint-Gilles, qui ont la particularité de ne pas avoir développé d'enseignement néerlandophone. L'Institut Saint-Luc de Bruxelles (souvent noté Instituts au pluriel) est le plus important de tous, avec plus de 2 200 élèves et 380 employés. Il relève d'une gestion centralisée par une seule association sans but lucratif à la tête de cinq établissements d'enseignement différents : l'école supérieure des arts Saint-Luc de Bruxelles et l'École de recherche graphique (ERG) qui sont des Écoles supérieures des arts ; l'École de Promotion Sociale Saint-Luc de Bruxelles et l'Institut supérieur d'urbanisme et de rénovation urbaine (ISURU, fondé en tant qu'Institut d'urbanisme appliqué), qui sont des écoles de promotion sociale ; et l'Institut Saint-Luc d'Enseignement Secondaire (ISES), école secondaire technique et artistique.
Depuis 2009, l'Institut supérieur d'architecture Saint-Luc de Bruxelles (ISA Saint-Luc) n'est plus un département des Instituts Saint-Luc de Bruxelles : l'ISA fusionne par absorption avec l'université catholique de Louvain pour fonder la Faculté d'architecture, d'ingénierie architecturale, d'urbanisme (LOCI). La Faculté LOCI effectue tout de même sa première rentrée dans les bâtiments de l'ISA Saint-Luc. Dès la fusion, un tout nouveau campus est habilité, l'UCLouvain Bruxelles Saint-Gilles, à côté de la prison de Saint-Gilles.
La bibliothèque des instituts Saint-Luc à Saint-Gilles est gérée par l'administration centrale des bibliothèques de l'université de Louvain.

### Liège
L'institut Saint-Luc de Liège est fondé en 1879. Les premiers cours se donnent au sein de l'Institut Saint-André, jusqu'en 1890. Plus tard, l'école s'installe dans des bâtiments propres, rue Sainte Marie, en 1904. L'école secondaire (Institut d'enseignement secondaire Saint-Luc Liège) s'installe rue Louvrex, tout comme l'école de promotion sociale. Les instituts sont gérés depuis 1955 par le Comité organisateur des Instituts Saint-Luc de Liège. L'Institut supérieur d'architecture (ISA Saint-Luc Liège) est autonome et relié à celui de Tournai au sein de l'Institut supérieur d'architecture Saint-Luc de Wallonie depuis 1987, avec l'appui de notamment Melchior Wathelet.
En 2000, l'école supérieure des arts et l'institut supérieur d'architecture déménagent ensemble dans la caserne Fonck délaissée par l'armée belge (ancienne abbaye du Val des Écoliers), près de l'Institut Saint-André où furent donnés les premiers cours.
L'Institut supérieur d'architecture fusionne en 2009 avec l'Institut supérieur d'architecture Lambert Lombard et, intégrés à l'université de Liège, forment une nouvelle faculté d'architecture, dont la caserne Fonck est restée l'un des sites.
À la différence des autres instituts qui sont restés proches ou se sont rapprochés des universités de Louvain (Louvain-la-Neuve) ou de Leuven (Louvain), l'institut Saint-Luc de Liège collabore de manière intensive avec l'université de Liège, sa faculté d'architecture, HEC ULiège, ses presses universitaires et deux centres de recherche de l'université.

### Tournai
L'institut Saint-Luc de Tournai est fondé en 1878 devant la cathédrale Notre-Dame de Tournai (à l'emplacement actuel de l'école des Frères de Tournai) en tant qu'école de dessin, ensemble avec l'école de musique Saint-Grégoire, destinée à l'apprentissage de l'orgue.
Dans ce qui était à l'époque la commune indépendante de Ramegnies-Chin, l'Institut Passy-Froyennes est fondé en 1904, avec un vaste édifice néo-gothique qui abrite toujours Saint-Luc Tournai aujourd'hui. En réalité, il s'agit du transfert vers la Belgique, près de la frontière française, d'un pensionnat fondé en 1839 par les Frères des écoles chrétiennes à Passy (désormais dans Paris), à la suite de la Loi Combes de 1904. L'Institut Saint-Luc de Lille ferme alors aussi ses portes et certains de ses avoirs sont également transférés à Tournai, à 25 km. L'Institut est juridiquement fondé en tant qu'ASBL en 1924.
Dès 1936, l'école, principalement une école d’architecture, compte 500 élèves. Les cours d'architecture se donnent également au centre-ville de Tournai, rue de la Tête d’Or puis rue du Chambge, jusqu'à la Seconde Guerre mondiale. Les frères français y vivent à l'institut, quasiment en exil, jusqu'en 1959, lorsqu'ils retournent en France pour fonder La Salle Passy Buzenval. L'institut est alors repris par les frères de Saint-Luc toujours installés au centre-ville. Au fil du temps, sont notamment fondés à Saint-Luc Tournai l'Institut des hautes études des communications sociales (IHECS, désormais à Bruxelles) et les bases de l'Institut des arts de diffusion (IAD, désormais à Louvain-la-Neuve). L'école supérieure prend la forme d'une école supérieure des arts en 1995.
Similairement à Bruxelles ou Liège, un comité organisateur de l'Institut St-Luc de Tournai prend en charge la gestion centralisée des écoles secondaire, d'art, d'architecture ou de promotion sociale et d'enseignement spécialisé dès 1955. Dès 1979, l'enseignement de l'architecture se fait à partir de l'Institut supérieur d'Architecture Saint-Luc à Tournai (Ramegnies-Chin) qui est ensuite lié à celui de Liège au sein de l'Institut supérieur d'architecture Saint-Luc de Wallonie. Ensuite, l'ISA fusionne par absorption avec l'université catholique de Louvain pour fonder la Faculté d'architecture, d'ingénierie architecturale, d'urbanisme (LOCI) en 2009, et déménage en 2017 dans une nouvelle implantation au centre de Tournai, l'UCLouvain Tournai.

### Anvers
L'institut Saint-Luc d'Anvers est fondé en 1894 par Joseph de Hemptinne et le baron de Béthune. Depuis 1995, l'institut fait partie de la haute école catholique d'Anvers (Karel de Grote Hogeschool - Katholieke Hogeschool Antwerpen) et dispense des bacheliers en arts visuels. Au même endroit se situe l'école secondaire Sint-Lucas Kunstsecundair Antwerpen.

### Merelbeke
L'école Saint-Luc de Merelbeke est fondée en 1880 et intègre l'institut Saint-Luc de Gand peu après.

### Mons
L'École Saint-Luc est fondée à Mons en 1908. Elle est constituée d'une section d'art et une section bâtiment et change de nom en Institut Reine Astrid Mons (IRAM) en 1928, par accord du roi Léopold III, puis conserve l'abréviation IRAM pour prendre la forme longue Arts et Métiers Saint-Luc en 1936. L'IRAM offre alors un enseignement artistique mais aussi un diplôme d'ingénieur technicien. L'école est scindée en deux écoles en 1971 : l'école secondaire Saint-Luc et l'IRAM puis encore en 1977 lorsque l'IRAM ne décerne plus que les formations de régent et de graduat, alors que les ingénieurs techniciens sont formés par l'ISICHt (Institut supérieur industriel catholique du Hainaut). L'IRAM devient ensuite une école de promotion sociale intégrée à l'ISICHt, au sein de la Haute école Roi Baudouin dès 1995 et qui intègre la Haute école Louvain en Hainaut en 2009.
Bien qu'existant encore au niveau secondaire, n'exerce plus d'activités d'enseignement supérieur, et a transféré son actif à la Haute École Louvain en Hainaut en 2011.

### Namur
L'institut Saint-Luc de Namur est fondé en 1913.

### Lille
L'institut Saint-Luc de Lille, en France, est fondé par le baron de Béthune en 1877. À la suite de la loi Combes de 1904, l'institut est contraint de fermer ses portes. Une partie de son actif est transférée à Froyennes, Ramegnies-Chin, en Belgique près de la frontière française, où s'est installé l'institut Passy qui dut fuir Paris à cause de cette même loi. L'institut Passy-Froyennes est aujourd'hui l'institut Saint-Luc Tournai.

### Congo belge

#### Gombe-Matadi
Léopold II souhaitait déjà en 1908 instaurer un enseignement artistique au Congo. Des membres de l'institut Saint-Luc de Gand étudient une possible implantation en 1933. Puis c'est Frère Marc-Stanislas Wallenda, diplômé de Saint-Luc Tournai, travaillant à Saint-Luc Liège, qui entama la création d'une école Saint-Luc. La ville de Gombe-Matadi (Kongo central) comportait déjà une école centrale gérée par les Frères des écoles chrétiennes, qui se chargeait de la fin de l'enseignement primaire pour tous les élèves de la région. Dès 1941, il est prévu d'y installer une école Saint-Luc, qui est inaugurée en août 1943. Le complexe d'enseignement est appelé les Écoles professionnelles et techniques des frères des Écoles chrétiennes. En 1949, le ministre des colonies Pierre Wigny déménage l'école d'art Saint-Luc à Léopoldville (aujourd'hui Kinshasa), la capitale du Congo belge. Un réseau d'écoles techniques demeure à Gombe-Matadi et existe toujours en 2019.

#### Léopoldville (Kinshasa)
À Léopoldville, l'école Saint-Luc change officiellement de nom en 1951 pour devenir l'École officielle des Beaux-Arts Saint-Luc, habituellement dénommée l'Académie depuis, dénomination qu'elle prend officiellement en 1957, devant l'Académie des beaux-arts de Kinshasa. L'école abrite également le Musée national de Kinshasa ainsi l'école nationale d’architecture du Zaïre et ensuite l'Institut supérieur d'architecture et urbanisme, modelé sur celui de Bruxelles. Un buste de Marc Wallenda est installé dans le jardin de l'Académie de Kinshasa, témoignant du passé de l'institution, qui collabore toujours avec les écoles belges ; notamment via des formations qui y sont organisées en partenariat avec l'ENSAV La Cambre de Bruxelles.

### Rwanda
En 1959, Marc Wallenda, fondateur de l'école Saint-Luc au Congo, prend la direction de l’école professionnelle de Nyundo (district de Rubavu), au Rwanda, et va y fonder une école d'art publique, l'École d'Art de Nyundo.

## Élèves des Écoles supérieures des arts Saint-Luc

### Bruxelles
- Colette Duck (1949-), artiste multidisciplinaire (peinture, dessin, gravure, photographie, vidéo, effets sculpturaux, installation)
- André Franquin (1924-1997), dessinateur et créateur de bandes dessinées.
- Guy Peellaert (1934-2008), peintre et créateur de bandes dessinées.
- Jidéhem (1935-2017), auteur de bandes dessinées.
- Francis Herth (1943-2018), peintre, dessinateur, graveur, sculpteur et illustrateur.
- Alain Géronnez (1951–2015), artiste multimédia belge.
- François Schuiten (1956-), scénographe, dessinateur et créateur de bandes dessinées.
- Ylaire (1957-), auteur de bandes dessinées
- Stuf (1959-2015), coloriste et dessinateur de bandes dessinées.
- Frédéric Bézian (1960-), auteur de bandes dessinées.
- Philippe Francq (1961-), dessinateur et créateur de bandes dessinées.
- Marianne Duvivier (1968), dessinatrice et scénariste de bande dessinée. Elle a étudié avec Luc Schuiten.
- Kitty Crowther (1970-), auteur et illustratrice de livres jeunesse.
- Bruno Marchand (1963-), dessinateur et créateur de bandes dessinées.
- Michel Ledent (1963-), dessinateur et créateur de bandes dessinées.
- DuBus (Frédéric du Bus de Warnaffe) (1963-), dessinateur et créateur de bandes dessinées.
- Olivier Longe (1968-), dessinateur et créateur de bandes dessinées.
- Sylvain Vallée (1972-) auteur de bandes dessinées.
- Régis Rocca (1979-) graphiste et designer.
- My Altegrim (1985-2016) illustratrice et graphiste suédoise.

### Liège
- Jean-Pierre Ransonnet (1944-), peintre.
- Marie-José Sacré (1946-), auteure jeunesse, sculptrice, peintre et illustratrice.
- Jean-Claude Servais (1956-), dessinateur et scénariste de bandes dessinées.
- Dominique Bar (1957-), dessinateur et scénariste de bandes dessinées.
- Denis Bruyère (1957-), ébéniste et sculpteur ornemaniste, conservateur-restaurateur de meubles de grand patrimoine.
- Claude K. Dubois (1960-), auteure et illustratrice de littérature jeunesse ; titulaire d'un atelier d'illustration dans l'institut[36]
- Philippe Jarbinet (1965-), dessinateur et scénariste de bandes dessinées.
- Stéphane Halleux (1972-), sculpteur et maquettiste.
- Nancy Pierret (1974-), illustratrice et créatrice.

### Gand
- Antoon Catrie (1924-1977), peintre ;
- René de Cramer (1876-1951), peintre, illustrateur et graveur ;
- Carll Cneut (1969-), auteur et illustrateur[37] ;
- Thomas Du Caju, auteur de bande dessinée (né en 1970) ;
- Paul Vilain (1860-1933), architecte.

### Tournai
- François Dermaut (1949-2020), dessinateur et scénariste de bande dessinée français. Sa principale série est Les chemins de Malefosse.
- Dany Boon (1966-), acteur, humoriste, réalisateur, scénariste et producteur français.
- Benoît Rafray (1967-), artiste peintre français.
- Benjamin Flao (1975-), auteur et illustrateur de bandes dessinées.
- Roméo Elvis (1992-), rappeur belge.
- Philippe Muyl (1953-), réalisateur, scénariste et producteur français